# The Greatest Man That Ever Lived (Variations on a Shaker Hymn)
«The Greatest Man That Ever Lived (Variations on a Shaker Hymn)» és una cançó de Weezer llançada com a senzill per iTunes del seu àlbum Weezer. Segons el líder del grup, Rivers Cuomo, la cançó conté els temes de 13 cançons de diverses bandes com Nirvana o Aerosmith. Cuomo va descriure la cançó com la seva creació més ambiciosa i la seva cançó favorita. La crítica no fou gaire benèvola i la majoria de mitjans van indicar que es tractava d'una obra massa estranya per ser un senzill, i fins i tot, alguns van senyalar que no era digne de formar part de l'àlbum.
El títol de la cançó originalment no tenia el subtítol "Variations on a Shaker Hymn" (en català, "Variacions en una coctelera d'himnes"), això no obstant, quan la mare del guitarrista Brian Bell els visità a l'estudi de gravació, va mencionar que la melodia de la cançó era similar a coctelera d'himnes que un cor hauria de cantar a la seva església.
Després de ser llançada com a tercer senzill de l'àlbum, el videoclip fou anunciat amb la direcció de Spike Jonze però mai es va gravar. Tanmateix, el director Warren Miller va utilitzar la cançó per una pel·lícula titulada Children of Winter amb imatges d'esquí i snowboard, tot i que el grup va indicar en el seu web que no s'havia de considerar com un videoclip oficial.
El lluitador professional Austin Aries, campió mundial de Ring of Honor, va utilitzar la cançó per a la seva entrada als rings durant dos mesos. El videojoc Rock Band va llançar la cançó com a material descarregable el 26 de juny de 2008 juntament amb "Dreamin'" i "Troublemaker".

## Composició
La cançó inclou un piano, sirenes de policia i en Cuomo canant en falsetto. En una entrevista, Cuomo va indicar que aquesta cançó era molt diferent a qualsevol de les que havia escrit prèviament, i que havia necessitat diverses setmanes per acabar-la.
Els temes que apareixen en la cançó són els següents cronològicament:
1. Rap 0:35
2. Slipknot 1:00
3. Jeff Buckley 1:26
4. Coral 1:51
5. Aerosmith 2:17
6. Nirvana 2:43
7. The Andrews Sisters 3:08
8. Green Day 3:33
9. Parlament (inspirat en "Are You Lonesome Tonight?" d'Elvis Presley) 4:06
10. Bach 4:37
11. Beethoven 4:54
12. Weezer 5:10